# Czerwony szlak turystyczny Chęciny – Kielce
 Czerwony szlak turystyczny Chęciny – Kielce – szlak turystyczny na terenie Gór Świętokrzyskich.
Szlak imienia Sylwestra Kowalczewskiego.

## Opis szlaku
Szlak o długości 18,5 km. Prowadzi Doliną Chęcińską oraz pasmami: Zelejowskim, Bolechowickim, Zgórskim i Kadzielniańskim..

## Przebieg szlaku
| Odległość | Atrakcje                                                                                                  | Punkt                                      | Skrzyżowania szlaków                   |
| --------- | --- | ------------------------------------------ | -------------------------------------- |
| 0,0 km    | zamek · klasztor · kościół · zabytek judaizmu · cmentarz żydowski · rezerwat geologiczny · punkt widokowy | Chęciny, rynek PKS, MPK                    | Chęciny – Łagów Wierna Rzeka – Chęciny |
| 3,0 km    | kamieniołom · rezerwat roślinny                                                                           | Góra Zelejowa                              |                                        |
| 4,5 km    | | Zelejowa                                   |                                        |
| 7,0 km    | kamieniołom                                                                                               | Czerwona Góra MPK, kamieniołom Zygmuntówka |                                        |
| 8,0 km    | jaskinia · rezerwat geologiczny                                                                           | Jaskinia Raj, parking i zajazd             |                                        |
|           | | Zgórsko                                    |                                        |
| 10,5 km   | | Patrol                                     | Chęciny – Łagów                        |
| 12,5 km   | | Zalesie                                    |                                        |
| 15,0 km   | kościół                                                                                                   | Kielce Białogon                            | Szlak spacerowy wokół Kielc            |
| 17,5 km   | | góra Brusznia MPK                          |                                        |
| 20,0 km   | klasztor · rezerwat krajobrazowy                                                                          | góra Karczówka                             | Szlak spacerowy wokół Kielc            |
| 20,5 km   | | Kielce, ul. Podklasztorna                  |                                        |

## Galeria

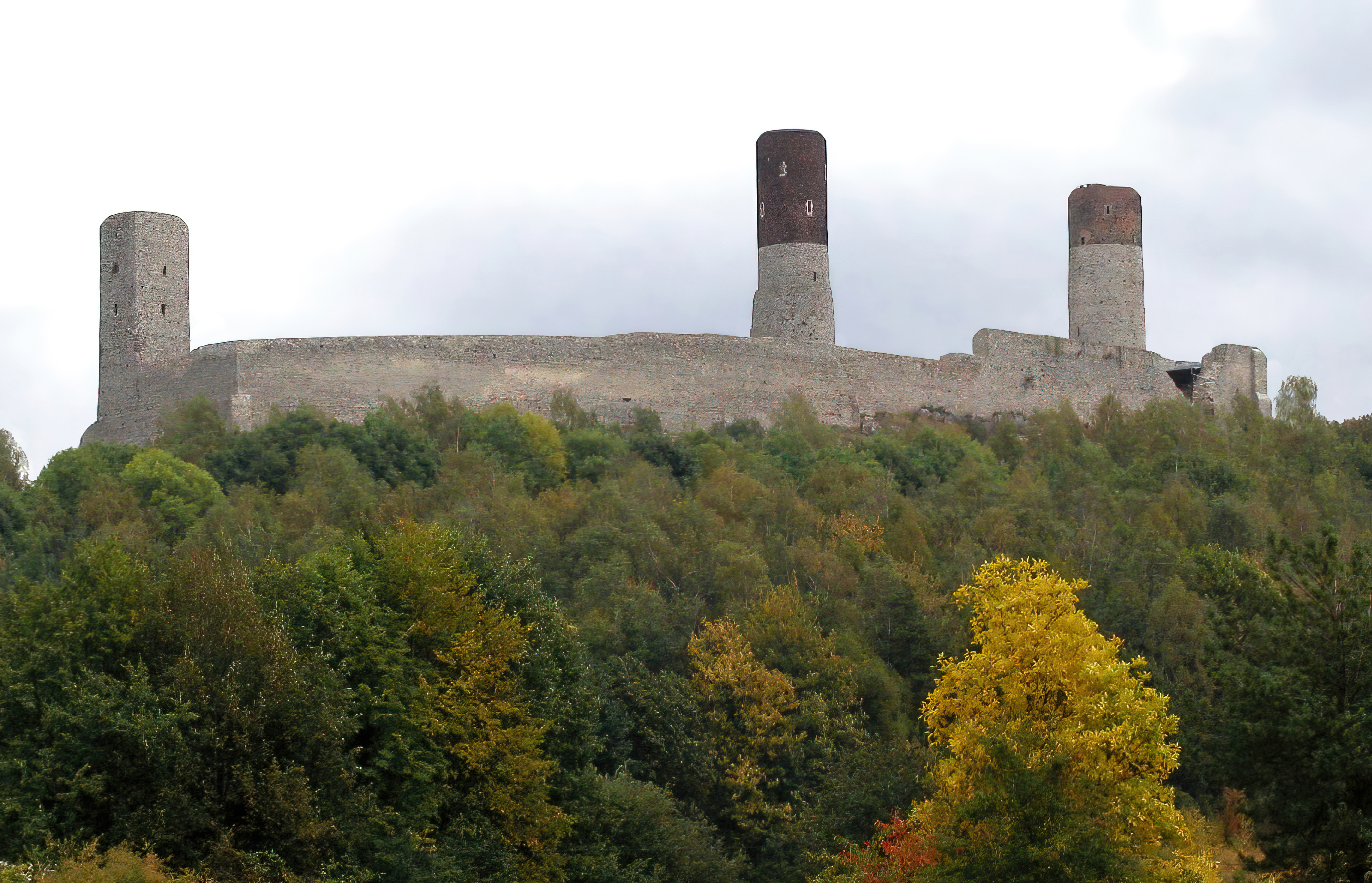
Zamek w Chęcinach
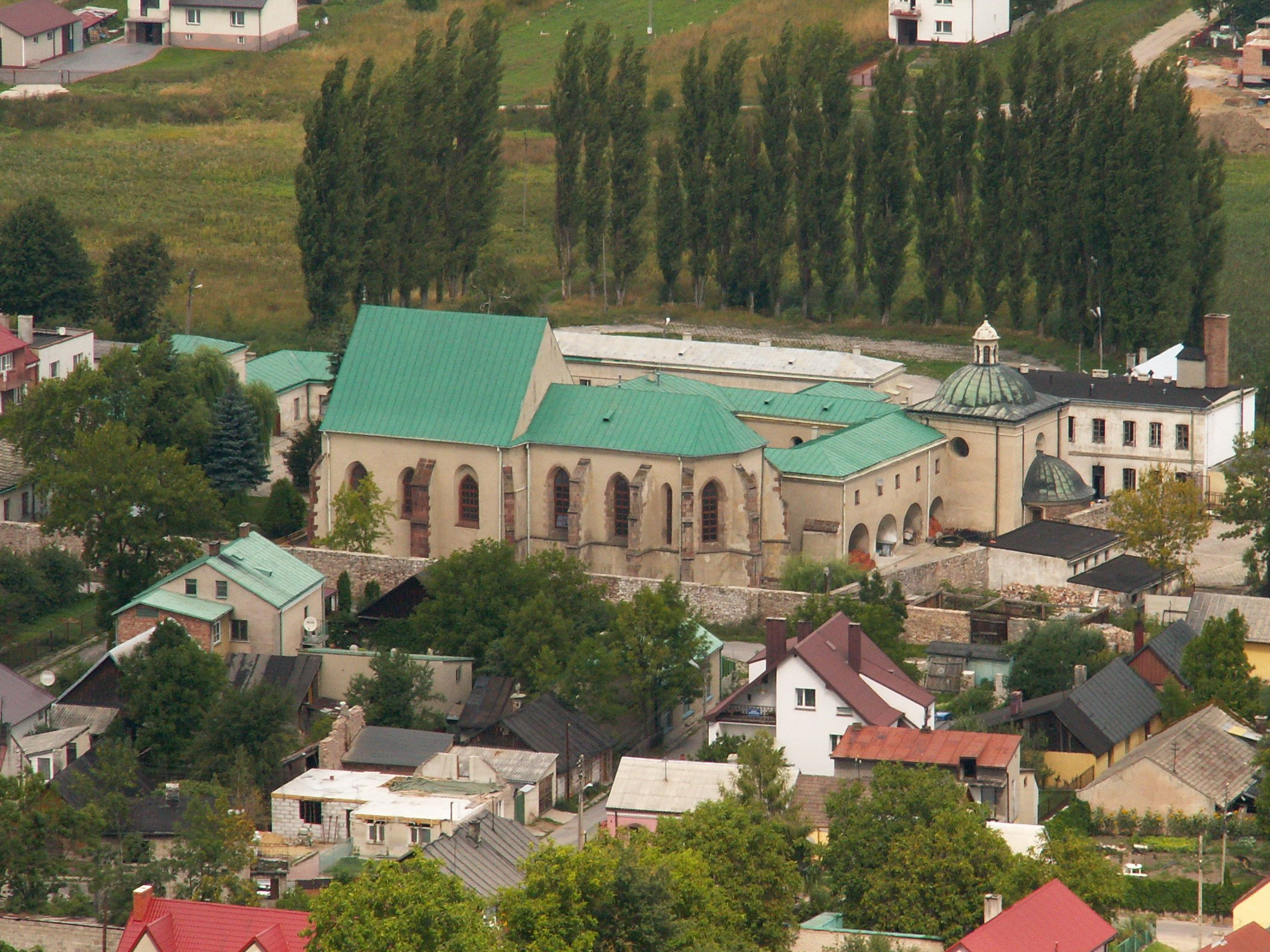
Zespół klasztorny franciszkanów w Chęcinach
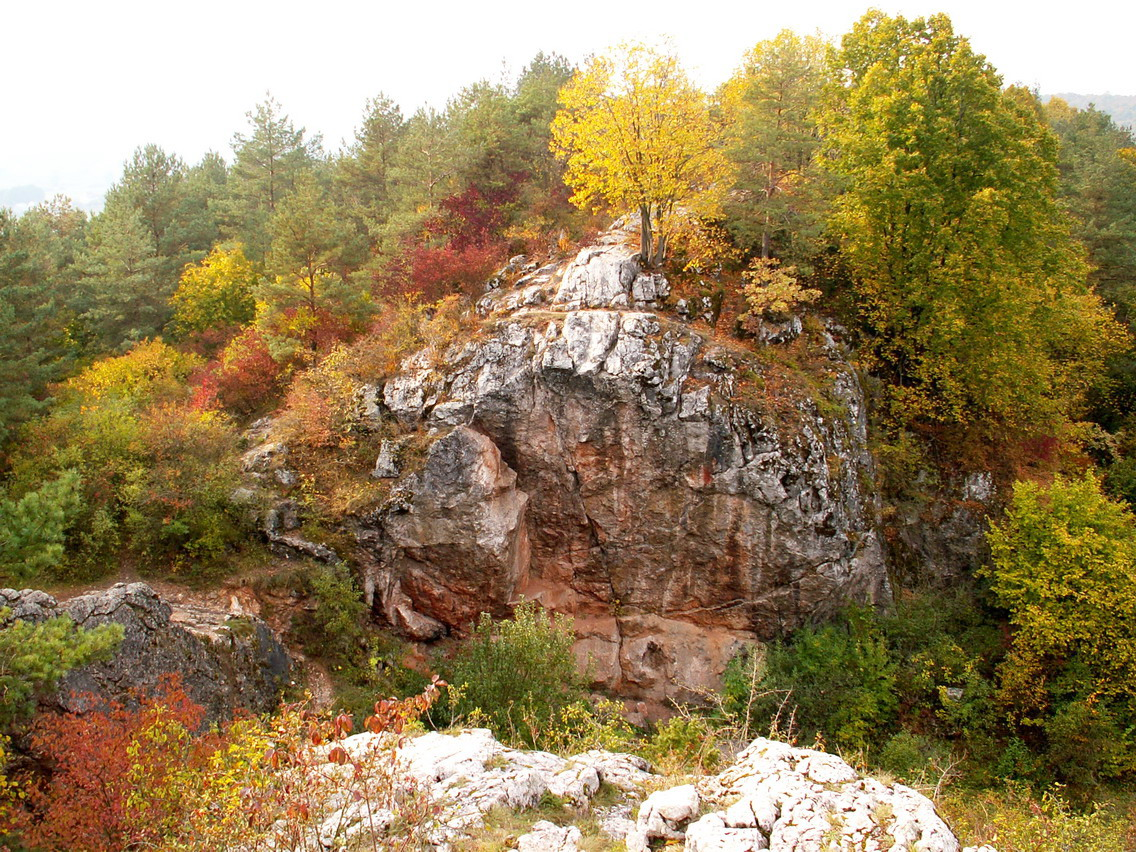
Odsłonięcie geologiczne w rezerwacie przyrody Góra Zelejowa
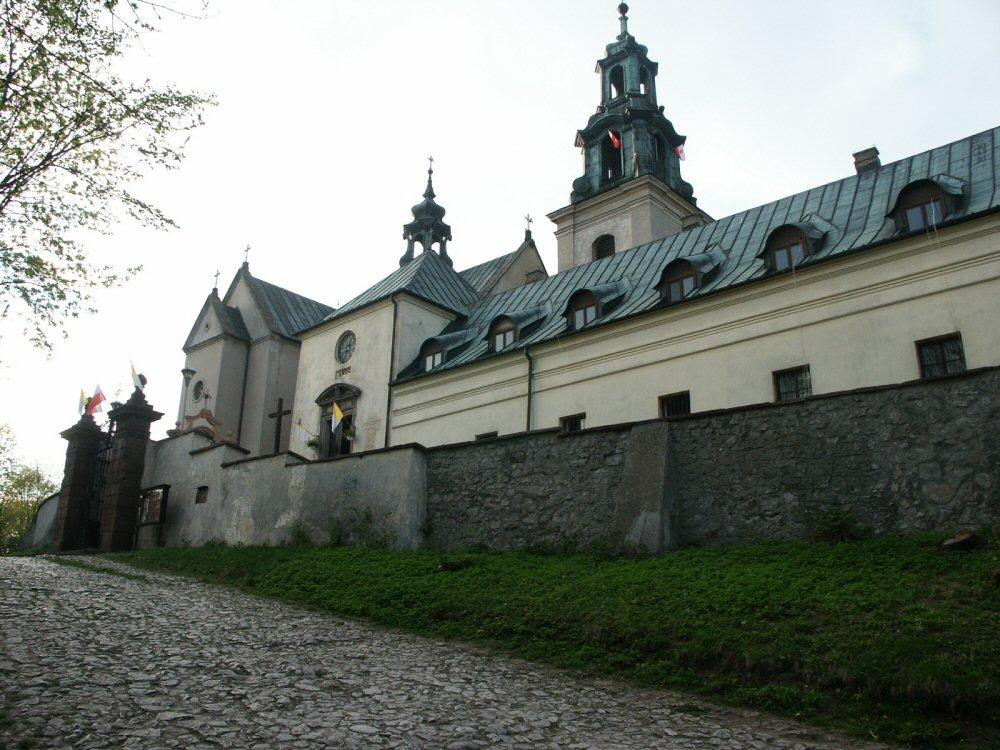
Klasztor na Karczówce